# مارکو پونته‌کوروو
مارکو پونته‌کوروو (انگلیسی: Marco Pontecorvo؛ زادهٔ ۸ نوامبر ۱۹۶۶) کارگردان فیلم، فیلم‌بردار، مدرس عکاسی و فیلم‌نامه‌نویس اهل ایتالیا است. وی در شصت و پنجمین دوره جشنواره فیلم ونیز برندهٔ «جایزهٔ پازینتی» شد.
از فیلم‌ها یا مجموعه‌های تلویزیونی که وی در آن‌ها نقش داشته است می‌توان به رُم، نامه‌هایی به ژولیت، ژیگولوی رو به زوال، بازی تاج‌وتخت، دیوار آتش، اروس و آتش‌بس اشاره نمود.